# Aeródromo Ñochaco
El Aeródromo Ñochaco (OACI: SCNO) es un terminal aéreo ubicado 6 kilómetros al oeste de Ñochaco, comuna de Puerto Octay, Provincia de Osorno, Región de Los Lagos, Chile. Es de propiedad privada.